# 羅生門効果
羅生門効果（らしょうもんこうか、英: Rashomon effect）とは、ひとつの出来事において、人々がそれぞれに見解を主張すると矛盾してしまう現象のことであり、心理学、犯罪学、社会学などの社会科学で使われることがある。映画『羅生門』に由来する。

## 概要
黒澤明監督の映画『羅生門』では、作中で発生する殺人事件につき、被害者、被害者の妻、加害者の盗賊が三者三様の証言をして事件の捜査が行き詰まってしまう。真実は杣（そま）売りが知っており3人とも嘘をついていた。
この映画を元に心理学や社会学、法曹界では羅生門効果と呼ぶようになったとされている。また、このプロットを元に『CSI:科学捜査班』（シーズン6 #21「悪魔のブライズメイド（Rashomama）」）など、多くのドラマや映画の脚本が製作されている。
羅生門効果において説明される「被害者、被害者の妻、加害者の盗賊が三者三様の証言をして事件の捜査が行き詰まってしまう」という箇所は、芥川龍之介の原作の『羅生門』からではなく『藪の中』に由来する。詳しくは当該記事を参照のこと。

## 映像作品における用例
- 『CSI:科学捜査班』（シーズン6 #21「悪魔のブライズメイド（Rashomama）」）
- 『ER緊急救命室』（シーズン8 #1「四人の物語（Four Corners）」）
- 『ザ・シンプソンズ』（シーズン10 #23「Thirty Minutes Over Tokyo」）
- 『サウスパーク』（シーズン13 #5「Fishsticks」）
- 『スポンジ・ボブ』（シーズン5 #1「Friend or Foe」）
- 『新スタートレック』（シーズン3 #14 第62話「疑惑のビーム（A Matter of Perspective）」）
- 『スーパーナチュラル』（シーズン2 #15「呪われたキャンパス（Tall Tales）」）
- 『X-ファイル』（シーズン3 #20「執筆（Jose Chung's From Outer Space）」）（シーズン5 #12「吸血（Bad Blood）」）
- 『Dr.HOUSE』（シーズン8 #11「責任問題（Nobody's Fault）」
- 『アイ・ラブ・ディック』